# Italia et Germania
Italia et Germania – en allemand Italia und Germania – est un tableau réalisé par le peintre allemand Johann Friedrich Overbeck en 1828. De format horizontal, cette huile sur toile est une allégorie exécutée dans le style du mouvement nazaréen. Elle représente Italia et Germania assises main dans la main devant un paysage. Ce faisant, elle souligne les bonnes relations germano-italiennes à une époque où ni l'Allemagne ni l'Italie ne sont des pays unifiés. L'œuvre est conservée à la Neue Pinakothek de Munich, en Bavière.